# Herminia yuksam
Herminia yuksam is een vlinder uit de familie van de spinneruilen (Erebidae). De wetenschappelijke naam van de soort werd voor het eerst geldig gepubliceerd in 2019 door Owada en Wu.